# Camptotypus sulcator
Camptotypus sulcator là một loài tò vò trong họ Ichneumonidae.